# Cerodontha poemyzina
Cerodontha poemyzina är en tvåvingeart som beskrevs av Spencer 1963. Cerodontha poemyzina ingår i släktet Cerodontha och familjen minerarflugor. Inga underarter finns listade i Catalogue of Life.